# Feldioara
Feldioara (en alemany: Marienburg, [maˈʁiːənbʊʁk] ( escolteu-ho); en hongarès: Földvár o Barcaföldvár) és un municipi del comtat de Brașov, Transsilvània, Romania, a uns 15 quilòmetres de la ciutat de Brașov. Està compost per tres pobles: Colonia Reconstrucția (Bohntelep), Feldioara i Rotbav (Rothbach ; Szászveresmart).
La comuna es troba a la part central-est del comtat, a l'extrem nord del Burzenland. Està situat a la riba esquerra del riu Olt, que segueix majoritàriament el límit amb el comtat de Covasna. El riu Bârsa s'uneix a l'Olt prop de Feldioara.
Segons el cens de 2011, el 88,8% dels habitants eren romanesos, el 6,9% hongaresos i el 3,5% gitanos.

Feldioara té una fortalesa de l'edat mitjana es creu que va ser construïda per l'Orde Teutònic. Tanmateix, estudis més recents mostren que la fortalesa de Feldioara va ser construïda realment per la comunitat local. El nom del poble prové de la paraula hongaresa földvár, que significa "la fortalesa d'argila". Les ruïnes de la fortalesa encara es poden veure avui dia. El nom alemany Marienburg significa "fortalesa de la Mare de Déu".

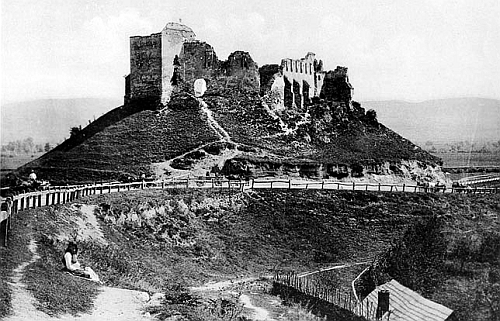
Fortalesa de Feldioara
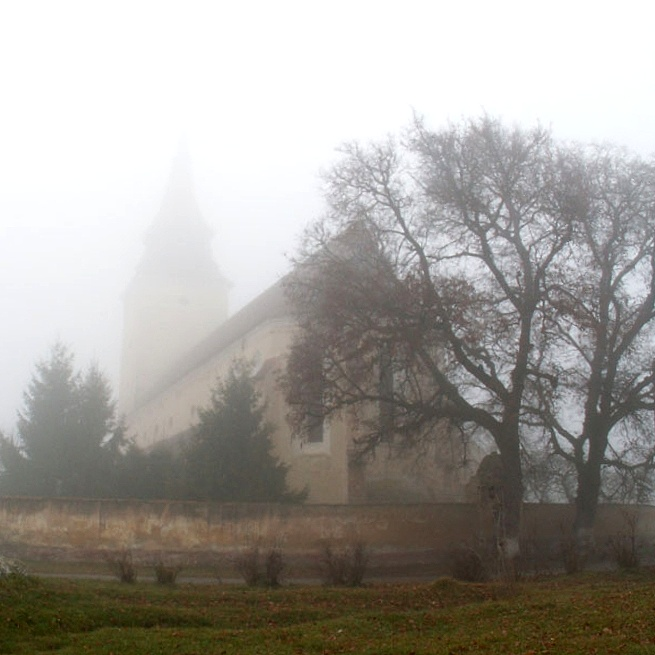
fortificada de Feldioara
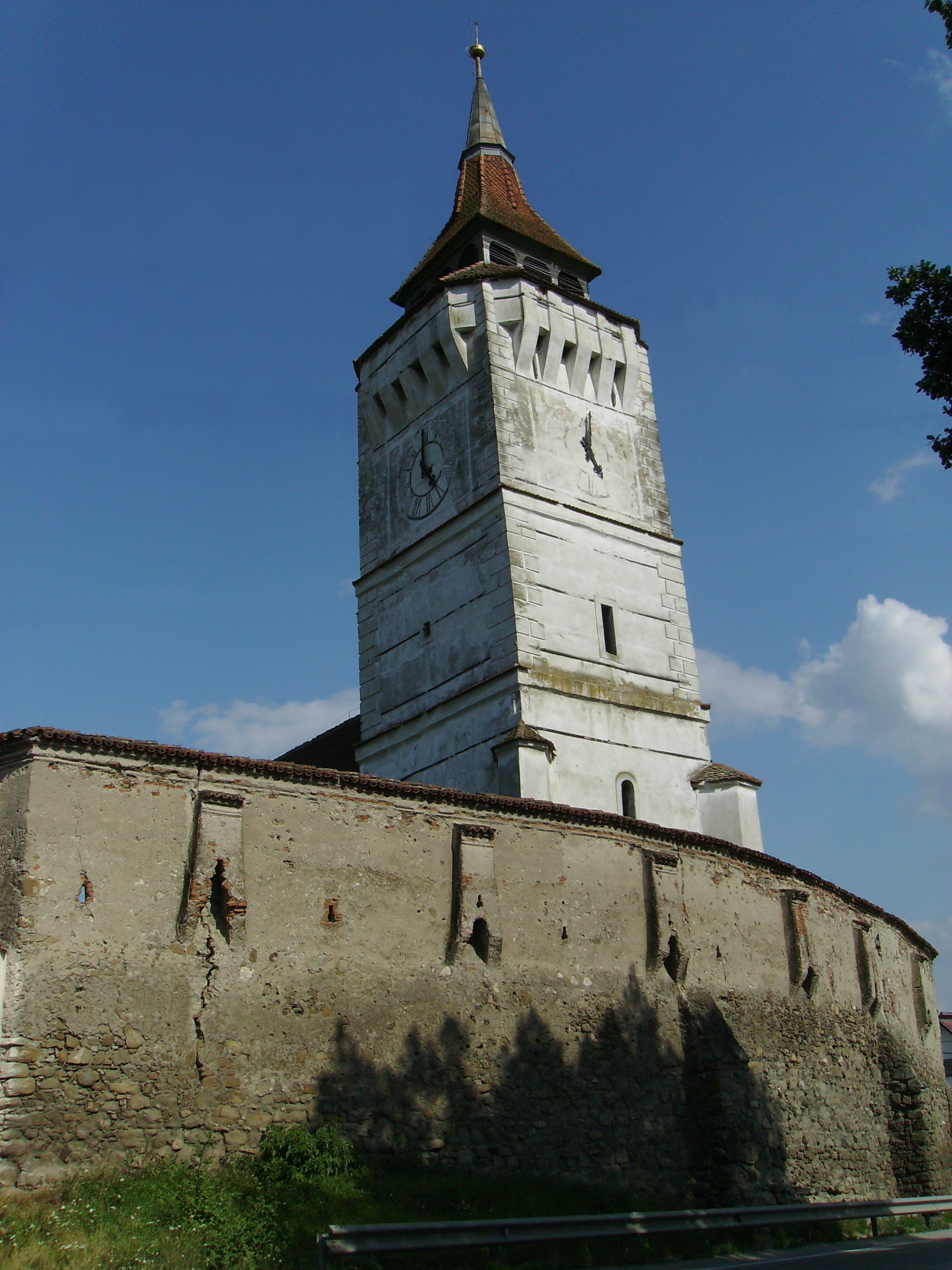
Església fortificada de Rotbav

## Història
Entre el 1211 i el 1225, Feldioara va ser el barri dels cavallers teutons, que després esdevindrà un bastió de pagesos. Un document de 1439 afirma que els civils de Feldioara van construir aquesta fortalesa “amb grans despeses econòmiques i físiques” per tal de protegir les seves famílies i possessions. La fortalesa va resistir la invasió turca de 1421, però va ser greument danyada per una segona invasió el 1432. Va trigar a restaurar-lo fins a l'any 1457.

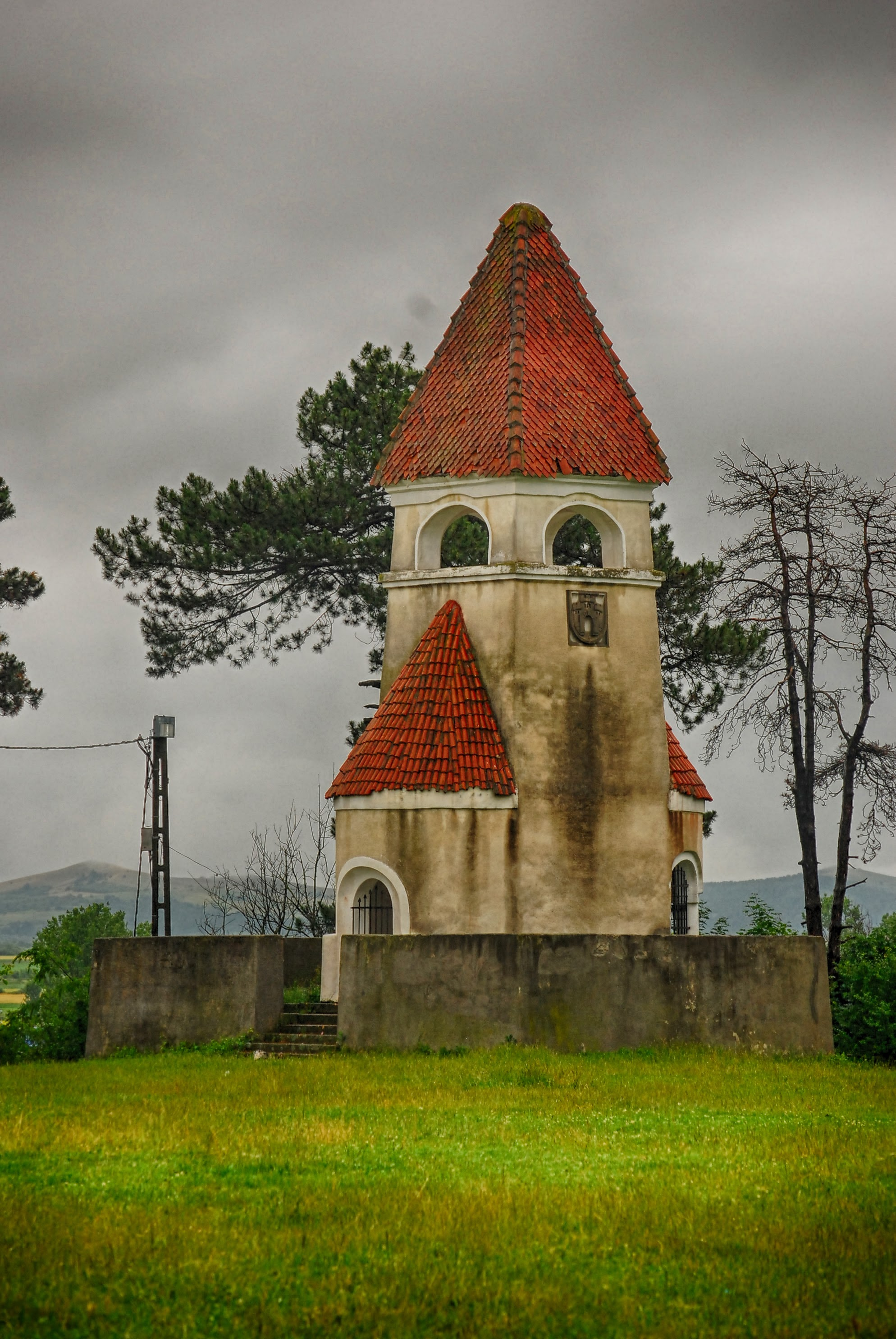
Monument als estudiants saxons caiguts l'any 1612 a Feldioara

Durant les batalles de 1612, els exèrcits dirigits pel príncep Gabriel Báthori van conquerir la fortalesa, i al setembre els exèrcits de Brașovi van tenir Feldioara assetjada durant tres dies. El 16 de setembre de 1612 es va lliurar una batalla entre els hongaresos, dirigits per Báthori, i els brasovians, dirigits per l'alcalde Michael Weiss. Els brasovians van perdre la lluita i Weiss va morir al camp de batalla.
La fortalesa, usada des de fa temps per a la seva finalitat original, va ser utilitzada com a graner fins al 1838, quan un gran terratrèmol la va malmetre. Després d'aquest esdeveniment, fins i tot el guardià de la fortalesa va abandonar l'edifici. Des de llavors, la fortalesa ha estat en ruïnes.